# Versklavung von Kindern
Die Versklavung von Kindern heißt, dass ein Kind dazu angehalten wird, unter sklavenähnlichen Bedingungen zu arbeiten. Obwohl die Sklaverei inzwischen abgeschafft wurde, trifft dieses Schicksal noch immer viele Kinder, vor allem in Entwicklungsländern. Die Versklavung von Kindern ist nicht nur ein modernes Problem, sie kann auch historisch oft belegt werden.

## Geschichte
Die Versklavung von Kindern  bezeichnet den Prozess, durch welchen minderjährige Kinder der Sklaverei zugeführt werden. In der Vergangenheit wurden viele Kinder durch ihre Familie in die Sklaverei verkauft, damit diese Schulden tilgen konnte, oder als Sühne für  Straftaten, oder um Geld zu verdienen, wenn die Familie keines hatte. Ein Gelehrter berichtete von einer Mutter, wo „ihre Notlage sie dazu zwang, über ihre Kinder nicht persönlich oder sentimental nachzudenken, sondern nur unter dem Gesichtspunkt, ob Außenstehende ihnen Wert beimessen würden.“ Harriet Beecher Stowe schrieb über eine Frau, welche ein Sklavenhalter nur zu dem Zweck kaufte, neue Sklaven zu gebären, um diese danach zu verkaufen.
Die Erwartungen von Kindern, die entweder gekauft worden waren oder als Sklave geboren wurden, waren unterschiedlich. Gelehrte schrieben: „Das Alter und die physischen Eigenschaften, sowie der Grad der Abhängigkeit, bestimmten den Grad der Integration der Kinder in bestehende Haushalte.“
Die Aufgaben, welche den Kindersklaven übertragen wurden, werden unter Gelehrten diskutiert. Gewisse Darstellungen der Leben der Kindersklaven zeigten sie als „praktisch unabhängig von Rest der Plantagenökonomie, bis sie alt genug waren, als Plantagenarbeiter eingesetzt zu werden. Diese Darstellungen betonen die Unbeschwertheit der Kindheit für einen Teil der Sklaven, welche zeitweise von harter Arbeit verschont wurden.“ Dieser Bericht erwähnt auch, dass, sofern sie überhaupt zur Arbeit angehalten wurden, waren es einfache Arbeiten im Haushalt, wie das Einsammeln von Abfall, welcher auf dem Anwesen anfiel.
Andere Experten meinen, die Kindersklaven wurden ihrer Kindheit beraubt, und mussten schon früh arbeiten, wie Erwachsene. Gewisse Leute sagen, Kinder von nur sechs Jahren wurden zur Feldarbeit eingeteilt. Es wird argumentiert, dass Kinder in gewissen Bereichen wie reguläre Arbeiter in den Amerikanischen Südstaaten vor dem Bürgerkrieg eingesetzt wurden, und dass dies die Zeit sei, wo Sklaven sich mit Arbeitsroutinen vertraut machten, aber auch die Disziplin und die damit einhergehende Züchtigung zu Gesicht bekamen.
Erwachsene verfügten über einen gewissen Grad der Selbstbestimmung. Kinder blieben jedoch in einem Abhängigkeitsverhältnis, selbst nachdem sie produktive Mitglieder des Haushalts geworden waren. Dieses Element beeinflusste den Status von Kindersklaven im Haushalt, und zwang sie zu einer Lehre, selbst nachdem sie unabhängiger geworden waren. Gewisse Sklavenhalter wollten keine Kindersklaven, oder schwangere Sklavinnen, aus der Furcht, das Kind würde zu viel ihrer Zeit in Anspruch nehmen.
Die Umstände, unter welchen schwangere Sklavinnen arbeiten mussten, variierten regional. Meistens verrichteten Schwangere kleine Arbeiten auf dem Feld bis zum Zeitpunkt der Geburt. Nach der Geburt waren sie im Süden vor dem Krieg etwa vier Wochen eingesperrt.
Sklavenhalter im nördlichen Virginia erlaubten Sklavinnen nur zwei Wochen Ruhe, bevor die neuen Mütter wieder zur Arbeit geschickt wurden. Die Aufgabe, sich um die Kinder zu kümmern, und diese großzuziehen oblag dann anderen Kindern und älteren, gebrechlichen Sklaven. In den meisten Gegenden, wo die Sklaverei praktiziert wurde, wurden die Kinder von Sklaven das Eigentum der Sklavenhalter.  Dadurch entstand ein konstanter Influx von Menschen, welche Arbeit verrichten konnten. Dies war zum Beispiel bei Thralls, und Amerikanischen Sklaven der Fall. In anderen Fällen wurden die Kinder gleich wie Erwachsene versklavt. Der Status der Mutter bestimmte in der Regel, dass das Kind ebenfalls ein Sklave war. In einigen Gegenden gab es Gesetze, wonach der Status des Vaters dies bestimmte. In vielen Kulturen konnten sich Sklaven durch harte Arbeit freikaufen.

## Moderne

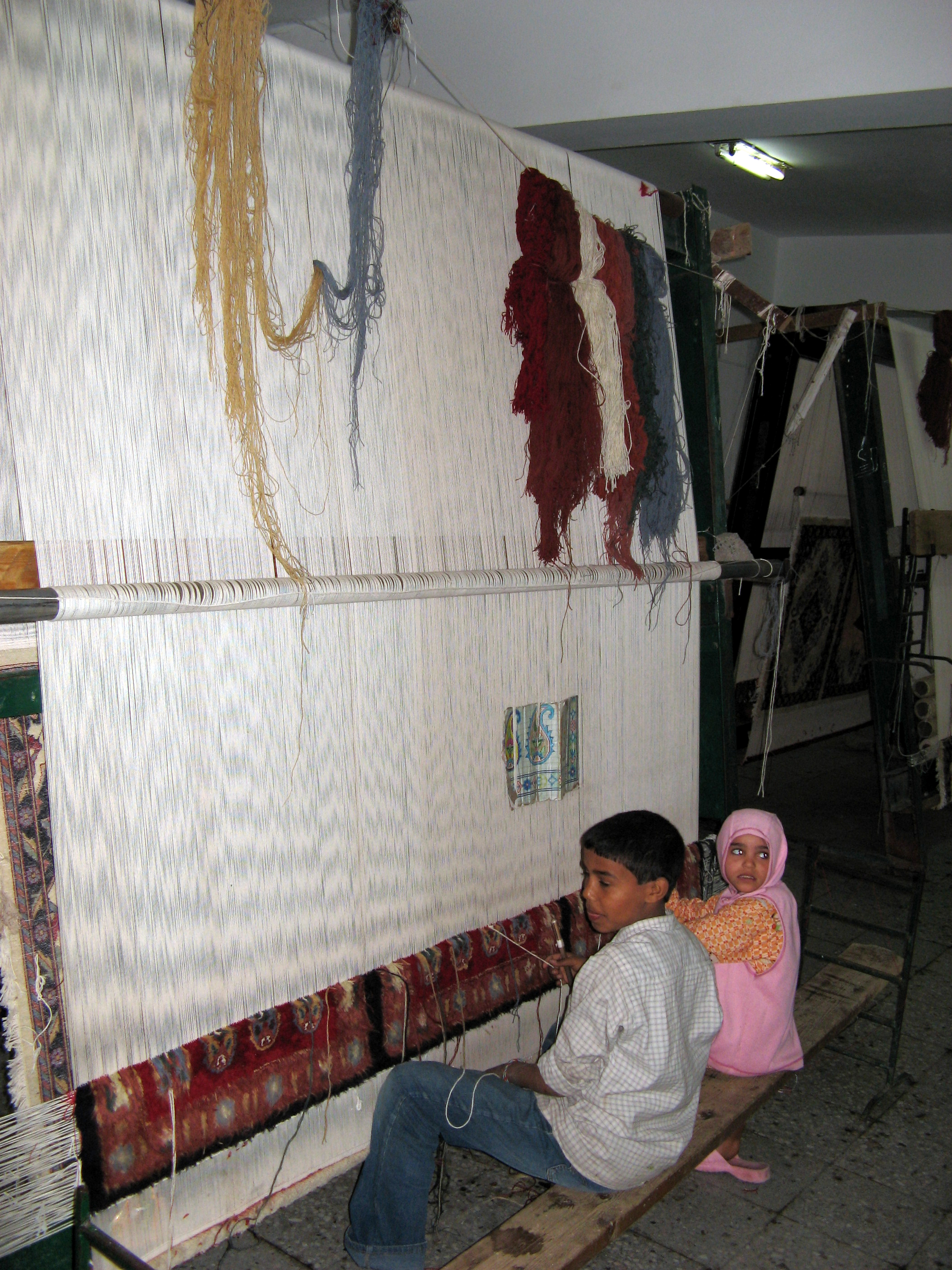
Wegen der kleinen Knoten werden viele Teppiche von Kindern gewebt

Obwohl die Sklaverei in großen Teilen der Welt inzwischen abgeschafft wurde, besteht das Problem weiterhin, vor allem in Entwicklungsländern. Gemäß Anti-Slavery International gebe es inzwischen keinen Staat mehr, der das Recht eines Menschen, einen anderen zu besitzen, anerkennen oder durchsetzen würde; trotzdem bedeute die Abschaffung der Sklaverei nicht, dass sie nicht mehr existiere. Gemäß Anti-Slavery International gibt es Millionen Menschen, unter ihnen viele Kinder, die in sklavenähnlichen Verhältnissen leben. Die Organisation merkt auch an, dass es im Jahr 2003 zu einer Zunahme solcher Verhältnisse, insbesondere der Versklavung von Kindern gekommen sei. Es gebe auch viele andere Formen der Knechtschaft (wie Schuldknechtschaft, oder sklavenähnliches Konkubinat); diese zählen nicht zur Sklaverei im engeren Sinne. Kritiker erwidern darauf, dass dies den ursprünglichen Begriff von Sklaverei zu weit ausdehne und auch auf andere Formen der Zwangsarbeit anwende.
In 1990 wurden Fälle von Sklaverei aus Bahr al Ghazal, einer von Dinka bewohnten Region im Südsudan gemeldet. 1995 sprachen Dinkamütter über ihre entführten Kinder. Im Jahr 1999 wurden etwa 20.000 Sklaven aus dem Sudan gemeldet. „Die manuelle Herstellung eines handgewebten Teppichs ist sehr arbeitsintensiv; die entsprechende Teppichindustrie trägt stark zu den Exporten aus Indien, Pakistan, Nepal, und Marokko bei.“ Während der letzten 20 Jahre waren damit zwischen 200.000 und 300.000 Kinder beschäftigt, die meisten im „Teppichgürtel“ von Uttar Pradesh in Zentralindien. Viele Kinder in Asien werden entführt, oder  sind in Knechtschaft gefangen, wo sie in Fabriken und Workshops arbeiten; sie erhalten keinen Lohn und werden oft geschlagen. „Sklaven“ sind entlang der alten Handelsrouten in Westafrika wieder aufgetaucht.
„Kinder werden entweder entführt, oder für  Beträge zwischen 20 und 70 Dollar pro Person in ärmeren Staaten, wie Benin oder Togo erworben; sie werden dann in Bordellen der Sklaverei zugeführt, oder enden, für eine Summe von etwa 350 Dollar, als unbezahlte Hausangestellte, in wohlhabenderen ölreichen Staaten wie Nigeria oder Gabun.“

### Kinderhandel
Kinderhandel beinhaltet die Rekrutierung und den Transport von Kindern, durch Gewalt, oder Betrug, um sie für Dinge wie die sexuelle Ausbeutung (inklusive Prostitution) oder Zwangsarbeit (also Sklaverei) zu missbrauchen. Manche sehen Menschenhandel als eine moderne Form der Sklaverei. Menschen werden gehandelt, und von Kriminellen dazu benutzt, Geld zu verdienen. Der Großteil der „gehandelten Personen“ sind Erwachsene; zumeist Frauen, welche in die Prostitution gezwungen werden, es gibt unter den Opfern allerdings auch einige Kinder.
Die Nichtregierungsorganisation La Stada-Ukraine führte 2001–2003 eine Umfrage unter 106 Frauen durch, welche in die Ukraine verschleppt worden waren. Gemäß der Studie waren drei Prozent der Befragten unter achtzehn. Das US State Department rapportierte 2004, dass die Zahl Minderjähriger, welche von Menschenhandel betroffen waren, angestiegen sei. In Thailand schätzen verschiedene Nichtregierungsorganisationen, dass bis zu einem Drittel der Prostituierten minderjährig sind; und dass viele aus dem Ausland nach Thailand verschleppt worden waren.
Die  Sonderberichterstatterin betreffend  Kinderhandel und -prostitution der Vereinten Nationen schätzte, dass etwa eine Million Kinder allein in Opfer der Sexindustrie sind.
Nach dem Erdbeben in Haiti 2010 riefen Save the Children, World Vision und das Britische Rote Kreuz dazu auf, Adoptionen Haitianischer Kinder zu stoppen, welche nicht vor dem Erdbeben genehmigt worden waren. Sie warnten, dass Kinderhändler das Fehlen von Regulatorien ausnützen würden. Ein Bediensteter des Hochkommissariats der Vereinten Nationen für Menschenrechte sagte, dass die Versklavung von Kindern und der Kinderhandel ein „existierendes Problem“ sei, welches in den darauffolgenden Wochen und Monaten leicht zu einem  „grundliegenden Problem“ werden könne.

### Kindersoldaten
Die UN definiert einen Kindersoldaten als eine Person unter 18 Jahren, welche von einer bewaffneten Gruppe oder Armee für eine Aufgabe rekrutiert wurde, zum Beispiel Jungen und Mädchen, die als Kämpfer, Köche, Gepäckträger, Spione, oder Sexarbeiter beschäftigt sind. Im Jahr 2007 schätze Human Rights Watch, dass zwischen 200.000 und 300.000 Kinder als Soldaten in aktuelle Konflikte involviert waren. In 2012 erhöhte sich diese Zahl auf etwa 300.000, in nur 20 Staaten. Es wird geschätzt, dass etwa 40 Prozent der Kindersoldaten Mädchen sind, welche entführt wurden, und als Sexsklavinnen und ‚Ehefrauen‘ missbraucht werden.

### Zwangsarbeit
Die meisten Mädchen unter 16 sind als Hausangestellte beschäftigt. Dies sind mehr Personen als in jeder anderen Form der Kinderarbeit. Meistens schicken die Eltern, welche in armen Verhältnissen auf dem Land leben, sie zum Arbeiten in die Stadt, zum Beispiel die Restavecs in Haiti.